# Athylia
Athylia is een kevergeslacht uit de familie van de boktorren (Cerambycidae). De wetenschappelijke naam van het geslacht werd voor het eerst geldig gepubliceerd in 1864 door Pascoe.

## Soorten
Athylia omvat de volgende soorten:
- Athylia albomarmorata Breuning, 1943
- Athylia avara Pascoe, 1864
- Athylia bialbolineata Breuning, 1965
- Athylia drescheri (Fisher, 1936)
- Athylia fasciata (Fisher, 1936)
- Athylia flavovittata (Breuning, 1938)
- Athylia fusca (Fisher, 1925)
- Athylia fuscostictica (Breuning & de Jong, 1941)
- Athylia fuscovittata (Breuning, 1939)
- Athylia horishensis (Seki, 1946)
- Athylia laevicollis (Pascoe, 1859)
- Athylia nobilis Breuning, 1960
- Athylia ornata (Fisher, 1925)
- Athylia persimilis (Breuning, 1939)
- Athylia pulcherrima (Breuning, 1938)
- Athylia pulchra (Fisher, 1925)
- Athylia punctithorax (Breuning, 1939)
- Athylia quadristigma (Gressitt, 1940)
- Athylia signata (Pic, 1926)
- Athylia signatoides Breuning, 1960
- Athylia similis (Fisher, 1925)
- Athylia vanessoides Breuning, 1956
- Athylia venosa (Pascoe, 1864)
- Athylia viduata (Pascoe, 1864)